# Kevin Nennhuber
Kevin Nennhuber (* 11. April 1988 in Essen) ist ein ehemaliger deutscher Fußballspieler.

## Karriere
Kevin Nennhuber wuchs in Essen auf begann Fußball zu spielen in den Jugendabteilungen vom FC Schalke 04, Rot-Weiss Essen und dem VfL Bochum. Im Juni 2007 wechselte er von der U-19-Mannschaft der Bochumer zur Hammer SpVg. Zur Saison 2007/08 wechselte er zum damaligen Drittligisten Kickers Emden, für den er zehn Spiele bestritt. Nach dem Lizenzentzug von Kickers Emden wechselte Nennhuber zur Saison 2009/10 zum SV Wilhelmshaven. Nach nur einem halben Jahr kehrte er nach Emden zurück.
Zur Saison 2011/12 wechselte Nennhuber zum BV Cloppenburg. Nach einem Jahr in Cloppenburg wechselte er zum 1. FC Magdeburg. Am 21. Mai 2014 verkündete Nennhuber seinen Weggang aus Magdeburg.
Zur Saison 2014/15 wechselte Nennhuber zum Regionalligisten VfB Germania Halberstadt und ein Jahr später zum FSV Wacker 90 Nordhausen. In der Winterpause 2016/17 schloss er sich dem Südwest-Regionalligisten SV Waldhof Mannheim an. Im Mai 2018 verkündete er seinen Weggang aus Mannheim an und wechselt zum neugegründeten FC Gießen.
Im Januar 2020 verließ Nennhuber Gießen in Richtung KSV Hessen Kassel. Dort beendete er im Sommer 2023 seine Profikarriere und rückte als Athletiktrainer in den Trainerstab des Regionalligisten auf. Darüber hinaus ist er im Amateurbereich noch für den Verbandsligisten CSC Kassel aktiv.

## Persönliches
Seit Herbst 2011 ist er mit der Fußballspielerin Jackie Cruz vom Magdeburger FFC liiert, die er während seiner Zeit beim BV Cloppenburg kennengelernt hatte. Zu diesem Zeitpunkt spielte Cruz im Cloppenburg Frauenfußball Team.